# Human Resources
Human Resources è una serie animata statunitense, spin-off di Big Mouth.
La serie è stata pubblicata su Netflix, per due stagioni, dal 18 marzo 2022 al 9 giugno 2023.

## Trama
La serie narra le vicende che accadono nel mondo dove lavorano i vari mostri che accompagnano gli umani nelle loro vite, visti nella serie principale Big Mouth.

## Episodi
| Stagione         | Episodi | Pubblicazione USA | Pubblicazione Italia |
| ---------------- | ------- | ----------------- | -------------------- |
| Prima stagione   | 10      | 2022              | 2022                 |
| Seconda stagione | 10      | 2023              | 2023                 |

## Personaggi e doppiatori

### Personaggi principali
- Emmy Fairfax, voce originale di Aidy Bryant, italiana di Ilaria Latini.
Una lovebug, amica di Walter, che viene assegnata al suo primo cliente.
- Pete Doheny, voce originale di Randall Park, italiana di Edoardo Stoppacciaro.
Una roccia sensata, un mostro di pietra che rappresenta la logica negli umani.
- Rochelle Hillhurst, voce originale di Keke Palmer, italiana di Eleonora Reti.
Un verme dell'odio che si è trasformata in una lovebug.
- Lionel St. Swithens, voce originale di David Thewlis, italiana di Massimo Lodolo.
Un mostro che rappresenta la vergogna che infesta i ragazzi durante la pubertà.
- Walter Las Palmas, voce originale di Brandon Kyle Goodman, italiana di Sergio Lucchetti.
Un lovebug maschio che originariamente era un verme dell'odio.
- Connie LaCienega, voce originale di Maya Rudolph, italiana di Rossella Acerbo.
Un mostro degli ormoni donna.
- Maury Beverley, voce originale di Nick Kroll, italiana di Achille D'Aniello.
Un mostro degli ormoni che aiuta gli adolescenti ad attraversare la pubertà.

### Personaggi ricorrenti
- Sonya Poinsettia, voce originale di Pamela Adlon, italiana di Alessandra Cassioli.
Una senior lovebug.
- Tito Taylor Thomas, voce originale di Maria Bamford, italiana di Tiziana Martello.
La zanzara dell'ansia.
- Rick, voce originale di Nick Kroll, italiana di Stefano Mondini.
Un mostro degli ormoni anziano.
- Kitty Dukakis, voce originale di Maria Bamford, italiana di Loretta Di Pisa.
Il gatto della depressione.
- Becca Lee, voce originale di Ali Wong, italiana di Federica De Bortoli.
La prima madre a cui viene assegnato un mostro.
- Barry, voce originale di Mike Birbiglia, italiana di Marco Benvenuto.
Il marito di Becca.
- Gavin Reeves, voce originale di Bobby Cannavale, italiana di Antonino Saccone.
Un mostro degli ormoni che prende troppo seriamente il suo lavoro. Ha un fratello gemello di nome Guyvin.
- Tyler Pico, voce originale di John Gemberling, italiana di Matteo Liofredi.
Un mostro degli ormoni immaturo, ora assistente di Gavin.
- Dante, voce originale di Hugh Jackman, italiana di Fabrizio De Flaviis.
L'angelo della dipendenza.
- Petra, voce originale di Rosie Perez, italiana di Ughetta d'Onorascenzo.
La gremlin dell'ambizione.
- Mona, voce originale di Thandiwe Newton, italiana di Annalisa Usai.
Un mostro degli ormoni donna che ha un'influenza caotica sulle sue clienti.
- José, voce originale di Harvey Guillén, italiana di Daniele Di Matteo.
Il receptionist ragno delle Human Resources.
- Gil, voce originale di Gil Ozeri, italiana di Paolo Marchese.
Un mostro degli ormoni, migliore amico di Joe.
- Joe, voce originale di Joe Wegert, italiana di Oreste Baldini.
Un mostro degli ormoni, migliore amico di Gil.
- Montel, voce originale di Cole Escola, italiana di Alberto Franco.
Figlio non binario di Maurice e Conny.
- Van, voce originale di Miley Cyrus.
La roccia sensata di Sarah.
- Sarah Krumhorn, voce originale di Florence Pugh.
Cliente di Van ed Emmy.
- Hope, voce originale di Niecy Nash, italiana di Cinzia De Carolis.[3]
La speranza personificata.
- Alice Wong, voce originale di se stessa, italiana di Valentina Tomirotti.[3]
Un'attivista per i diritti dei disabili, cliente di Rochelle.

## Produzione
Il 3 ottobre 2019 Netflix annuncia di aver ordinato una serie televisiva, spin-off di Big Mouth, dal titolo Human Resources, ambientata nello stesso universo della serie madre. Kroll, Goldberg, Levin, Flackett, Nate Funaro, Joe Wengert e Kelly Galuska ne sarebbero stati i produttori.
Ad aprile 2022 Human Resources è stata rinnovata per una seconda e ultima stagione.

### Cast
Il 14 giugno 2021 sono stati svelati maggiori dettagli sulla serie, compreso il cast. Nick Kroll, Maya Rudolph e David Thewlis riprendono i loro rispettivi ruoli come Maurice, Connie e lo Spirito della vergogna, con l'aggiunta di Brandon Kyle Goodman, Keke Palmer, Aidy Bryant e Randall Park. Il 15 ottobre 2021 anche Pamela Adlon si unisce al cast, riprendendo il ruolo di Sonya, e viene confermato che anche Goodman e Palmer avrebbero ripreso i ruoli della serie principale. Il 12 gennaio 2022 viene annunciato che anche Rosie Perez, Jemaine Clement, Thandiwe Newton, Bobby Cannavale, Henry Winkler e Maria Bamford si sarebbero uniti al cast, con Cannavale, Bamford, Newton e Clement che sarebbero tornati a interpretare i ruoli che avevano in Big Mouth.
Il 1º marzo 2022 è stato pubblicato il trailer ufficiale della serie, con l'annuncio dell'ingresso nel cast di Helen Mirren, Lupita Nyong'o, Chris O'Dowd, Harvey Guillén, Janelle Monáe, Mike Birbiglia, Tim Robinson, Hugh Jackman e Ali Wong. Jackman e Wong sono già apparsi in Big Mouth: lui come guest star, mentre lei interpreta il personaggio ricorrente di Ali, a partire dalla terza stagione.
Nella seconda stagione entrano nel cast anche Florence Pugh, Miley Cyrus, Eugene Levy, Sam Richardson, Niecy Nash, Jason Mantzoukas e Isabella Rossellini.

## Distribuzione
La prima stagione della serie è stata pubblicata il 18 marzo 2022 su Netflix, mentre la seconda è stata resa disponibile a partire dal 9 giugno 2023.

## Accoglienza
Su Rotten Tomatoes la prima stagione ha un punteggio del 90% basato su 20 recensioni, con un punteggio medio di 7,40/10. Su Metacritic, invece, la prima stagione ha un punteggio di 70 su 100, basato su 7 recensioni.
Elly Belle di The A.V. Club ha dato alla serie una B, elogiando il diverso punto di vista rispetto a Big Mouth.